# Diócesis de Ampurias
El obispado de Ampurias fue un obispado que se extendía por la zona del Ampurdán (nordeste de España). Probablemente, hubo obispo desde el siglo IV, como lo demuestran los restos de la basíclica cristiana encontrados en la antigua ciudad grecorromana de Ampurias. A comienzos del siglo VI, aparecieron los primeros obispos hasta la ocupación sarracena cuando el territorio pasó a depender del obispado de Gerona. De la antigua diócesis de Ampurias solo conocemos su existencia y los nombres de siete obispos que la rigieron desde el año 516 hasta el 693, por el hecho de haber acudido personalmente o mediante procupador a diversos concilios.
Residió también en Ampurias, al menos, de 916 a 920, el obispo Esclua, protagonista de un intento de cisma en las iglesias de Urgel y Gerona. Hacia el año 958, Cesario de Santa Cecilia de Monstserrat intentó, como metropolitano de Tarragona, que el papa Juan XII pusiese bajo su mando los antiguos obispados visigóticos, entre los cuales se encontraba el de Ampurias; pero fracasó por la resistencia de los otros obispos. Los condes de Ampurias gestionaron diversas veces (entre 1332 y 1380) la concesión de un obispado para su capital, Castellón de Ampurias. Sin embargo, la oposición de los monarcas y de los prelados gerundenses hizo infructuoso su intento. Próxima a la sede de la diócesis de Ampurias se encuentra Rosas, posible sede episcopal en el siglo V; la base de la atribución consiste en una lápida encontrada en Siracusa, que hace memoria de un obispo de la sede de Rotdon, de origen hispánico y de nombre Auxenci. Se ha identificado a esta Rotdon con Rosas (Rhodos), puesto que está atestiguado el antiguo nombre de Rotedon para esta localidad.
Justificaba el obispado propio la importancia que en el periodo tardorromano tuvo San Martín de Ampurias, un núcleo fortificado cuyo puerto se mantiene en activo. El hecho de que Ampurias hubiese sido sede episcopal, al menos desde el año 516, donde aparece documentada en las actas del concilio celebrado en Tarragona, la presencia del obispo ampurdano Paulus demuestra que la ciudad mantuvo su prestigio y poder como centro político y administrativo de un amplio territorio hasta la ocupación árabe, como demuestra la continuidad del obispado de Ampurias a lo largo de los siglos VI y VII.

## Lista de obispos de Ampurias
- antes de 516-517 o 527: Pablo
- 527 (antes de 540) - después de 546: Caroncio
- 589: Fructuoso
- antes de 592 - después de 598: Gayano
- 614: obispo mencionado sin indicar su nombre
- 633: Siduldo
- antes de 648 - después de 653: Donumdei
- antes de 683 - después de 693: Gaudiliano